# 格納氏美體鰻
格納氏美體鰻，又稱格納氏錐體糯鰻（學名：Ariosoma gnanadossi），為輻鰭魚綱鰻鱺目糯鰻科的其中一個種，分布於東印度洋印度海域，本魚身體細長，呈管狀，嘴大，上顎較強壯，鼻子較圓。眼睛很小，背鰭大約是源自於鰓孔上方，眼睛的直徑等於口鼻的長度，後鼻孔呈橢圓形，比管狀前鼻孔稍靠近眼睛。背鰭條和臀鰭條均不分段，上唇有凸緣，體為淺棕色，背鰭和臀鰭有狹窄的黑色邊框，胸鰭呈現暗色，為底棲性魚類，夜間外出覓食，生活習性不明。